# Кастело (Маса-Карара)
Кастело (итал. Castello) је насеље у Италији у округу Маса-Карара, региону Тоскана.
Према процени из 2011. у насељу је живело 107 становника. Насеље се налази на надморској висини од 582 м.